# Nicholas Pyle
Nicholas Edward Pyle (17 de diciembre de 2000) es un deportista británico que compite en natación. Ganó una medalla de oro en el Campeonato Europeo de Natación de 2018, en la prueba de 4 × 100 m estilos.

## Palmarés internacional
| Campeonato Europeo | Campeonato Europeo    | Campeonato Europeo | Campeonato Europeo |
| Año                | Lugar                 | Medalla            | Prueba             |
| ------------------ | --------------------- | ------------------ | ------------------ |
| 2018               | Glasgow (Reino Unido) | Medalla de oro     | 4 × 100 m estilos  |